# توماس جونز (هنرمند)
توماس جونز (انگلیسی: Thomas Jones; ۲۶ سپتامبر ۱۷۴۲ – ۲۹ آوریل ۱۸۰۳) نقاش اهل ولز بود. نقاش منظره ولزی بود. او شاگرد ریچارد ویلسون بود و در زمان حیاتش به عنوان نقاش مناظر ولزی و ایتالیایی به سبک استادش شناخته شد.